# كأس العالم للسيدات تحت 17 سنة 2021
كانت كأس العالم تحت 17 سنة للسيدات 2020، والتي أُجلت لاحقاً وإعادة تسميتها إلى كأس العالم تحت 17 سنة للسيدات 2021 قبل إلغائها، ستُقام كنسخة سابعة من كأس العالم تحت 17 سنة للسيدات، البطولة الدولية للشابات التي تُقام كل عامين وتتنافس فيها المنتخبات الوطنية تحت 17 سنة التابعة للاتحاد الدولي لكرة القدم فيفا منذ انطلاقها في 2008.
كان من المقرر أن تُقام البطولة في الهند بين 2 و21 نوفمبر 2020.
ولكن بسبب جائحة فيروس كورونا، أعلن الفيفا في 3 أبريل 2020 عن تأجيل البطولة وإعادة جدولتها.
وفي 12 مايو 2020، أعلن الفيفا أن البطولة ستُقام بين 17 فبراير و7 مارس 2021، مع مراقبة الوضع لاحقاً.
وفي 17 نوفمبر 2020، أعلن الفيفا عن إلغاء نسخة 2020 من البطولة. وبدلاً من ذلك، اُختيرت الهند لاستضافة النسخة التالية من البطولة في 2022.
وكان منتخب إسبانيا يحمل لقب البطولة بعد فوزه بأول لقب له في 2018.

## اختيار الدولة المستضيفة
في 25 يوليو 2018، أعلن الاتحاد الدولي لكرة القدم (فيفا) عن بدء عملية تقديم العطاءات لاستضافة كأس العالم تحت 20 سنة للسيدات 2020 وكأس العالم تحت 17 سنة للسيدات 2020.
وكان بإمكان أي اتحاد وطني التقدم لاستضافة البطولتين معاً، بشرط تعيين دولتين مختلفتين لاستضافة كل بطولة.
وقد أعلنت الاتحادات التالية اهتمامها باستضافة البطولة قبل الموعد النهائي في 12 سبتمبر 2018:
- فرنسا
- الهند

وقد اُختيرت الهند كدولة مضيفة للبطولة خلال اجتماع مجلس الفيفا الذي عُقد في ميامي بتاريخ 15 مارس 2019.

## المنتخبات المتأهلة
كان من المقرر أن يتأهل 16 منتخبًا إلى البطولة النهائية. بالإضافة إلى الهند التي تأهلت تلقائيًا بصفتها الدولة المضيفة، كان من المفترض أن تتأهل 15 منتخبًا آخر من خلال البطولات القارية الستة.
| الاتحاد                                                          | البطولة التأهيلية                                                                                  | المنتخب        | عدد المشاركات (المخطط لها) | آخر مشاركة | أفضل إنجاز سابق      |
| ---------------------------------------------------------------- | -------------------------------------------------------------------------------------------------- | -------------- | -------------------------- | ---------- | -------------------- |
| آسيا (الاتحاد الآسيوي لكرة القدم) (المضيف + فريقان)              | الدولة المضيفة                                                                                     | الهند          | 1                          | لم يشارك   | الظهور الأول         |
| آسيا (الاتحاد الآسيوي لكرة القدم) (المضيف + فريقان)              | بطولة آسيا تحت 16 سنة للسيدات 2019                                                                 | اليابان        | 7                          | 2018       | البطل (2014)         |
| آسيا (الاتحاد الآسيوي لكرة القدم) (المضيف + فريقان)              | بطولة آسيا تحت 16 سنة للسيدات 2019                                                                 | كوريا الشمالية | 7                          | 2018       | البطل (2008، 2016)   |
| أفريقيا (الاتحاد الإفريقي لكرة القدم) (3 منتخبات)                | تصفيات أفريقيا المؤهلة لكأس العالم تحت 17 سنة للسيدات 2020                                         | لم يحدد        |                            |            |                      |
| أفريقيا (الاتحاد الإفريقي لكرة القدم) (3 منتخبات)                | تصفيات أفريقيا المؤهلة لكأس العالم تحت 17 سنة للسيدات 2020                                         | لم يحدد        |                            |            |                      |
| أفريقيا (الاتحاد الإفريقي لكرة القدم) (3 منتخبات)                | تصفيات أفريقيا المؤهلة لكأس العالم تحت 17 سنة للسيدات 2020                                         | لم يحدد        |                            |            |                      |
| (اتحاد أمريكا الشمالية والوسطى والكاريبي لكرة القدم) (3 منتخبات) | بطولة الكونكاكاف تحت 17 سنة للسيدات 2020                                                           | لم يحدد        |                            |            |                      |
| (اتحاد أمريكا الشمالية والوسطى والكاريبي لكرة القدم) (3 منتخبات) | بطولة الكونكاكاف تحت 17 سنة للسيدات 2020                                                           | لم يحدد        |                            |            |                      |
| (اتحاد أمريكا الشمالية والوسطى والكاريبي لكرة القدم) (3 منتخبات) | بطولة الكونكاكاف تحت 17 سنة للسيدات 2020                                                           | لم يحدد        |                            |            |                      |
| أمريكا الجنوبية (اتحاد أمريكا الجنوبية لكرة القدم) (3 منتخبات)   | بطولة أمريكا الجنوبية تحت 17 سنة للسيدات 2020                                                      | لم يحدد        |                            |            |                      |
| أمريكا الجنوبية (اتحاد أمريكا الجنوبية لكرة القدم) (3 منتخبات)   | بطولة أمريكا الجنوبية تحت 17 سنة للسيدات 2020                                                      | لم يحدد        |                            |            |                      |
| أمريكا الجنوبية (اتحاد أمريكا الجنوبية لكرة القدم) (3 منتخبات)   | بطولة أمريكا الجنوبية تحت 17 سنة للسيدات 2020                                                      | لم يحدد        |                            |            |                      |
| أوقيانوسيا (منتخب واحد)                                          | بطولة أوقيانوسيا تحت 17 سنة للسيدات 2020 (أُلغي بسبب جائحة كوفيد-19 وتم ترشيح المنتخب من قبل OFC)   | نيوزيلندا      | 7                          | 2018       | المركز الثالث (2018) |
| أوروبا (الاتحاد الأوروبي لكرة القدم ) (3 منتخبات)                | بطولة أوروبا تحت 17 سنة للسيدات 2020 (أُلغي بسبب جائحة كوفيد-19 وتم ترشيح المنتخبات من قبل اليويفا) | إنجلترا        | 3                          | 2016       | المركز الرابع (2008) |
| أوروبا (الاتحاد الأوروبي لكرة القدم ) (3 منتخبات)                | بطولة أوروبا تحت 17 سنة للسيدات 2020 (أُلغي بسبب جائحة كوفيد-19 وتم ترشيح المنتخبات من قبل اليويفا) | ألمانيا        | 7                          | 2018       | المركز الثالث (2008) |
| أوروبا (الاتحاد الأوروبي لكرة القدم ) (3 منتخبات)                | بطولة أوروبا تحت 17 سنة للسيدات 2020 (أُلغي بسبب جائحة كوفيد-19 وتم ترشيح المنتخبات من قبل اليويفا) | إسبانيا        | 5                          | 2018       | البطل (2018)         |

## الأماكن
في 27 أغسطس، حصل ملعب كالينغا في مدينة بوبانسوار على موافقة مبدئية كأول مكان لبطولة كأس العالم للسيدات تحت 17 سنة 2020. في نوفمبر 2019، أعربت اللجنة التنظيمية المحلية التابعة للفيفا بعد التفتيش الثاني لـ ملعب بحيرة الملح في كلكتا وملعب ألعاب القوى إنديرا غاندي في جواهاتي وملعب كالينغا في بوبانسوار، عن رضاها عن إعداد البنية التحتية ومرافق التدريب باعتبارها أماكن مؤقتة للبطولة. في 22 ديسمبر 2019، أعلنت اللجنة المنظمة عن EKA Arena في أحمد آباد كمكان مؤقت للبطولة. في 18 فبراير 2020، تم الانتهاء من جدول المباريات وجميع الأماكن الخمسة وأُعلن عنها جنبًا إلى جنب مع الجدول الرسمي. ستستضيف أحمد آباد وبوبانسوار وجواهاتي وكلكتا مباريات دور المجموعات، في حين ستقام مباريات خروج المغلوب في أربع مدن باستثناء جواهاتي. من المقرر أن تقام المباراة الأولى في جواهاتي، والنهائي في نافي مومباي.
أعلن الاتحاد الهندي لكرة القدم عن جدول مباريات محدث بعد تأجيل البطولة إلى عام 2021 في 23 يونيو 2020، مع إقامة المباريات في نفس الأماكن الخمسة.
| بوبانسوار | كلكتا                                         | جواهاتي                                       | أحمد آباد                                           | نافي مومباي                                 |
| ملعب كالينغا | ملعب بحيرة الملح                              | ملعب ألعاب القوى إنديرا غاندي                 | EKA Arena                                           | ملعب دي واي باتيل                           |
| --- | --------------------------------------------- | --------------------------------------------- | --------------------------------------------------- | ------------------------------------------- |
| 20°17′27.3″N 85°49′29″E / 20.290917°N 85.82472°E                                                                                     | 22°34′08″N 88°24′33″E / 22.56889°N 88.40917°E | 26°06′56″N 91°45′37″E / 26.11556°N 91.76028°E | 23°00′39.7″N 72°35′56.8″E / 23.011028°N 72.599111°E | 19°2′31″N 73°1′36″E / 19.04194°N 73.02667°E |
| السعة: 15,000 | السعة: 85,000                                 | السعة: 23,850                                 | السعة: 25,000                                       | السعة: 55,000                               |
| |                                               |                                               |                                                     |                                             |
| خطأ لوا في وحدة:Location_map على السطر 320: لا يمكن العثور على "وحدة:Location map/data/India3" و"قالب:خريطة مواقع India3" غير موجود. |                                               |                                               |                                                     |                                             |

## الشعار والعبارة الرسمية
كُشف عن الشعار الرسمي للبطولة في 2 نوفمبر 2019 عند بوابة الهند الشهيرة في مومباي، وذلك بمناسبة مرور عام على انطلاق البطولة. يجسد تصميم الشعار مزيجًا من عناصر الطبيعة والثقافة والحضارة الهندية. صُمم الشعار بألوان زاهية تعكس ثقافة الهند النابضة بالحياة. تنطلق موجات زرقاء زاهية من قاعدة التصميم وترتفع على امتداد الكأس نحو تاج يتخذ شكل البيزلي أو البوتة، وهو نمط زخرفي شائع الاستخدام في الكشميرية شالات الباشمينا والسجاد.
يحتوي نمط البوتة على كرة مصممة على شكل زهرة الآذريون، التي ترمز إلى النمو والتطور، وتُستخدم في معظم الطقوس والمهرجانات والاحتفالات في الهند. استُلهمت ألوان وبتلات زهرة الآذريون من منسوجات البندهني، وهي تقنية صبغ هندية تعود جذورها إلى حضارة وادي السند. أما تصميم الساق فمستوحى من لوحات رسوم الوارلي التقليدية، إضافة إلى الألوان الزاهية المستوحاة من أقمشة البندهني، والتي تزينها رموز نابضة بالحياة تعبر عن الوحدة والاحتفال وتجسد الطبيعة ومواردها.
في 18 فبراير 2020، أعلن الفيفا بالتعاون مع اللجنة المحلية المنظمة عن العبارة الرسمية للبطولة، وهي: "Kick Off The Dream" (أطلق الحلم). وصرح مدير اللجنة المنظمة أن الشعار يعبر عن الأمل في "إطلاق شرارة نمو كرة القدم النسائية" في الهند، ويشمل الجميع "لتحقيق هذا الحلم".

## وصلات خارجية
- الموقع الرسمي

قالب:كأس العالم للسيدات تحت 17 سنة 2021